# 朗德芒德鎮區 (堪薩斯州奧斯伯恩縣)
朗德芒德鎮區（英語：Round Mound Township）為美國堪薩斯州奧斯伯恩縣轄下的鎮區。2010年美国人口普查中該鎮區人口有28人。

## 地理
朗德芒德鎮區涵蓋總面積為92.47平方（35.70平方英里），其中92.37平方（35.66平方英里）為陸地，0.1平方（0.039平方英里）或0.11%為水域。海拔高度617（2,024英尺）。

## 人口統計
根據2010年美國人口普查，朗德芒德鎮區人口有28人，住房21戶，人口密度為0.3人/每平方公里。此鎮區居民之種族中，白人有28人，非裔美國人有0人，美洲原住民有0人，亞裔美國人有0人，太平洋島裔美國人有0人，其他種族有0人，混血種族則有0人。此外此鎮區有0人為西班牙裔或拉丁裔美國人。